# Louis de Blois (homme politique)
Pour les autres membres de la famille, voir De Blois de La Calande.
Louis Albert Aymar Léon Marie de Blois, dit Avesnes, est un homme politique français né le 15 février 1880 à Daumeray (Maine-et-Loire), et, mort le 27 décembre 1945 au château de Bellevue (aujourd'hui renommé château du Comte de Falloux) (Maine-et-Loire).

## Biographie
Fils de Georges de Blois, sénateur de Maine-et-Loire de 1895 à 1906, marié en premières noces à Marguerite de Crémiers, Louis de Blois entre à l'école navale en 1898. Après avoir été officier d'ordonnance du Ministre de la Marine, l'Amiral Lacaze, et commandant de la 5e batterie de canonniers-marins, il quitte l'armée en 1919.
En 1919, il devient maire du Bourg-d'Iré, puis sénateur en 1922, à l'occasion d'une élection partielle. Il s'investit beaucoup sur les questions de marine militaire. Le 10 juillet 1940, il vote des pleins pouvoirs au maréchal Pétain comme la quasi-totalité des députés de la chambre issue des élections de 1936 qui amenèrent le Front populaire au pourvoir.
À côté de son activité politique, il est aussi écrivain, sous son nom ou sous pseudonyme, avec de nombreux romans dont certains sont primés par l'Académie française. Il collabore aussi à de nombreux journaux, dont le Correspondant, la Revue des deux Mondes, la Revue hebdomadaire, l'Éclair, le Figaro et le Gaulois.
Il était président d'honneur de l'Académie d'Angers.

## Œuvre
- Journal de bord d'un aspirant (1904) – couronné[Quoi ?] par l'Académie française
- La Vocation (1914) – Grand prix du roman de l'Académie française
- Contes pour lire au crépuscule (1908)
- En face du soleil levant (1909)
- Feuilles d'avant la tourmente (1917)
- L'Île heureuse (1920)
- Au soleil d'or, au printemps vert (1926)
- Le culte de l'énergie française (1928)
- Luttons pour les défenses sociales et internationales - Éléments d'ordre- Germes de désordre (1928)
- France ou planète (1930)
- Dix ans au Parlement (1922-1932)
- La Défense des intérêts français (1932)

## Prix
- Grand prix du roman de l'Académie française 1916 pour La Vocation.

## Sources
- « Louis de Blois (homme politique) », dans le Dictionnaire des parlementaires français (1889-1940), sous la direction de Jean Jolly, PUF, 1960 [détail de l’édition]